# Eskişehirspor Kulübü Derneği
L'Eskişehirspor Kulübü Derneği,
chiamato comunemente solo Eskişehirspor, è una società calcistica con sede a Eskişehir, in Turchia. Milita nella Bölgesel Amatör Lig, la quinta serie del campionato turco di calcio.
Nella sua storia ha vinto una Coppa di Turchia, nel 1970-1971, e una Supercoppa di Turchia, nello stesso anno.

## Organico

### Rosa 2020-2021
Aggiornata al 27 ottobre 2020.

| N. |                    | Ruolo | Calciatore        |
| -- | ------------------ | ----- | ----------------- |
| 1  | Turchia (bandiera) | P     | Cengiz Alp Köseer |
| 3  | Turchia (bandiera) | D     | Muhammet Akbulut  |
| 4  | Turchia (bandiera) | C     | Hasan Ulaş Uyğur  |
| 5  | Turchia (bandiera) | D     | Sezgin Coşkun     |
| 6  | Turchia (bandiera) | C     | Furgan Polat      |
| 7  | Turchia (bandiera) | D     | Bedirhan Altunbaş |
| 8  | Turchia (bandiera) | C     | Onur Bayramoğlu   |
| 9  | Turchia (bandiera) | A     | İbrahim Öner      |
| 10 | Turchia (bandiera) | C     | Talha Erdoğan     |
| 11 | Turchia (bandiera) | A     | Kaan Gül          |
| 15 | Turchia (bandiera) | C     | Alperen Kocabaş   |
| 17 | Turchia (bandiera) | P     | Ekrem Kılıçarslan |
| 19 | Nigeria (bandiera) | C     | Sunday Alimi      |
| 20 | Turchia (bandiera) | C     | Tolga Yakut       |
| 21 | Turchia (bandiera) | D     | Erdal Akdari      |
| 22 | Turchia (bandiera) | D     | Bedirhan Altunbaş |
| 23 | Turchia (bandiera) | C     | Feyzi Yıldırım    |
| 24 | Turchia (bandiera) | C     | Arda Okumuş       |

| N. |                        | Ruolo | Calciatore         |
| -- | ---------------------- | ----- | ------------------ |
| 26 | Turchia (bandiera)     | C     | Buğra Çağlıyan     |
| 27 | Turchia (bandiera)     | D     | Furkan Balaban     |
| 28 | Turchia (bandiera)     | C     | Selman Ciftkanatli |
| 33 | Turchia (bandiera)     | P     | Ebrar Aydın        |
| 41 | Turchia (bandiera)     | C     | Mehmet Özcan       |
| 44 | Turchia (bandiera)     | D     | Sezgin Çolpan      |
| 45 | Turchia (bandiera)     | P     | Melih Ağa          |
| 55 | Turchia (bandiera)     | D     | Emir Yıldız        |
| 66 | Turchia (bandiera)     | C     | Kıvanç Karakaş     |
| 70 | Nigeria (bandiera)     | C     | Hamed Sholaja      |
| 80 | Turchia (bandiera)     | A     | Bedirhan Akçay     |
| 88 | Turchia (bandiera)     | C     | Doğukan Ünal       |
| 90 | Turchia (bandiera)     | A     | Onur Ari           |
| 97 | Paesi Bassi (bandiera) | D     | Hasan İlkay Özcan  |
| 99 | Austria (bandiera)     | C     | Berkay Tanır       |
|    | Turchia (bandiera)     | C     | Utku Kizilkaya     |
|    | Turchia (bandiera)     | A     | Metehan Altunbas   |

### Rosa 2017-2018
Rosa aggiornata al 2 ottobre 2017
| N. |                     | Ruolo | Calciatore         |
| -- | ------------------- | ----- | ------------------ |
| 1  | Turchia (bandiera)  | C     | Gökhan Siverek     |
| 3  | Svezia (bandiera)   | D     | Felix Michel       |
| 4  | Turchia (bandiera)  | C     | Hasan Hüseyin Acar |
| 5  | Turchia (bandiera)  | D     | Aykut Akgün        |
| 6  | Turchia (bandiera)  | D     | Dorukhan Toköz     |
| 7  | Germania (bandiera) | D     | Bilal Aziz Özer    |
| 8  | Turchia (bandiera)  | D     | Uğur İnceman       |
| 9  | Turchia (bandiera)  | C     | Enes Akgün         |
| 10 | Svezia (bandiera)   | C     | Erkan Zengin       |
| 11 | Nigeria (bandiera)  | C     | Chico Ofoedu       |
| 17 | Turchia (bandiera)  | D     | Kaan Kanak         |
| 19 | Turchia (bandiera)  | A     | Kaan Gül           |
| 20 | Turchia (bandiera)  | D     | Hasan Ayaroğlu     |
| 22 | Turchia (bandiera)  | D     | Bedirhan Altunbas  |

| N. |                    | Ruolo | Calciatore             |
| -- | ------------------ | ----- | ---------------------- |
| 23 | Turchia (bandiera) | A     | Semih Şentürk          |
| 25 | Turchia (bandiera) | D     | Muhammet Serdar Yazıcı |
| 26 | Turchia (bandiera) | C     | Furgan Polat           |
| 30 | Ghana (bandiera)   | D     | Jerry Akaminko         |
| 33 | Turchia (bandiera) | P     | Kayacan Erdogan        |
| 50 | Turchia (bandiera) | C     | Hürriyet Gücer         |
| 55 | Turchia (bandiera) | D     | Semih Güler            |
| 56 | Turchia (bandiera) | A     | İbrahim Halil Öner     |
| 64 | Turchia (bandiera) | P     | Alican Candemir        |
| 80 | Brasile (bandiera) | A     | Bruno Mezenga          |
| 97 | Turchia (bandiera) | P     | Ekrem Kılıçarslan      |
| 99 | Turchia (bandiera) | C     | Andaç Güleryüz         |
|    | Turchia (bandiera) | C     | Alperen Kocabas        |

### Rosa 2016-2017
Rosa aggiornata al 2 settembre 2016
| N. |                     | Ruolo | Calciatore        |
| -- | ------------------- | ----- | ----------------- |
| 3  | Svezia (bandiera)   | D     | Felix Michel      |
| 4  | Turchia (bandiera)  | C     | Raheem Lawal      |
| 5  | Germania (bandiera) | D     | Berkay Dabanlı    |
| 6  | Turchia (bandiera)  | D     | Dorukhan Toköz    |
| 7  | Turchia (bandiera)  | C     | Mehmet Murat Ucar |
| 8  | Turchia (bandiera)  | C     | Uğur İnceman      |
| 9  | Gabon (bandiera)    | A     | Axel Méyé         |
| 10 | Svezia (bandiera)   | C     | Erkan Zengin      |
| 11 | Nigeria (bandiera)  | C     | Chico Ofoedu      |
| 15 | Germania (bandiera) | D     | Bilal Aziz        |
| 17 | Turchia (bandiera)  | D     | Kaan Kanak        |
| 20 | Turchia (bandiera)  | D     | Tarık Çamdal      |
| 23 | Turchia (bandiera)  | A     | Semih Şentürk     |
| 25 | Belgio (bandiera)   | P     | Ruud Boffin       |

| N. |                    | Ruolo | Calciatore      |
| -- | ------------------ | ----- | --------------- |
| 26 | Turchia (bandiera) | C     | Aykut Akgün     |
| 30 | Ghana (bandiera)   | D     | Jerry Akaminko  |
| 33 | Turchia (bandiera) | P     | Kayacan Erdogan |
| 41 | Turchia (bandiera) | D     | Hakan Çinemre   |
| 50 | Turchia (bandiera) | C     | Hürriyet Gücer  |
| 61 | Turchia (bandiera) | C     | Ramazan Övüc    |
| 77 | Turchia (bandiera) | D     | Ugur Akdemir    |
| 80 | Brasile (bandiera) | A     | Bruno Mezenga   |
| 95 | Turchia (bandiera) | C     | Enes Akgün      |
|    | Turchia (bandiera) | D     | Aytac Öden      |
|    | Turchia (bandiera) | A     | Kaan Gül        |
|    | Turchia (bandiera) | P     | Alican Candemir |
|    | Turchia (bandiera) | C     | Ismail Erdogan  |

## Palmarès

### Competizioni nazionali
- Coppa di Turchia: 1

1970-1971
- Supercoppa di Turchia: 1

1971
- Coppa del Primo ministro: 3

1966, 1972, 1987
- TFF 3. Lig: 1

1992-1993

### Altri piazzamenti
- Campionato turco:

Secondo posto: 1968-1969, 1969-1970, 1971-1972
Terzo posto: 1972-1973, 1974-1975
- Coppa di Turchia:

Finalista: 1969-1970, 1986-1987, 2013-2014
Semifinalista: 1967-1968, 2011-2012, 2012-2013
- TFF 1. Lig:

Vittoria play-off: 2007-2008
- TFF 2. Lig:

Vittoria play-off: 2005-2006
- Coppa dei Balcani per club:

Finalista: 1975

## Statistiche e record

### Statistiche nelle competizioni UEFA
Tabella aggiornata alla fine della stagione 2018-2019.
| Competizione                  | Partecipazioni | G  | V | N | P | RF | RS |
| ----------------------------- | -------------- | -- | - | - | - | -- | -- |
| Coppa delle Coppe             | 1              | 4  | 1 | 1 | 2 | 4  | 2  |
| Coppa UEFA/UEFA Europa League | 4              | 10 | 1 | 2 | 7 | 6  | 19 |
| Coppa delle Fiere             | 1              | 4  | 2 | 0 | 2 | 7  | 10 |